# Patina

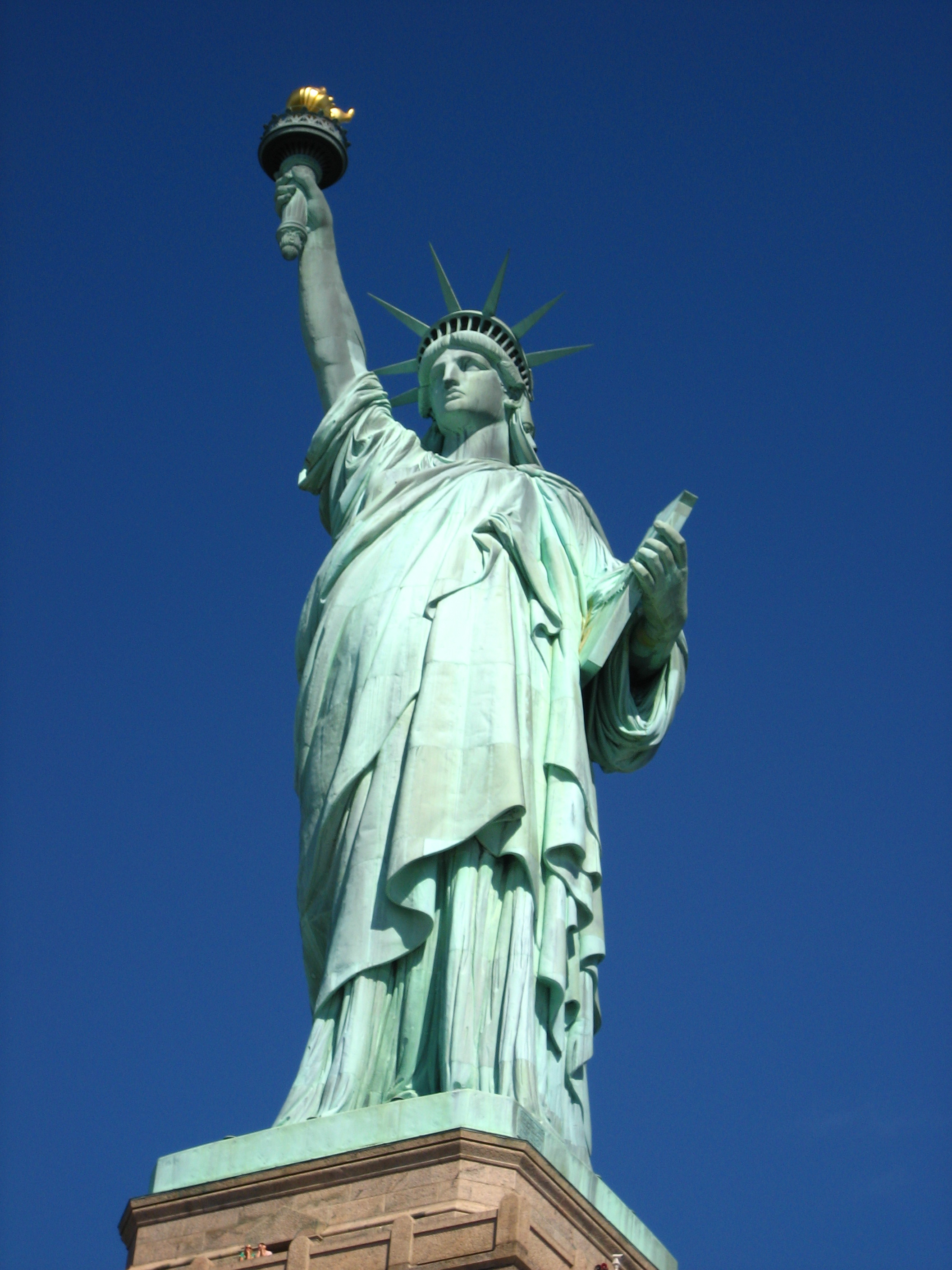
Het Vrijheidsbeeld in New York kreeg zijn groene patina door oxidatie van de koperen bekleding, waardoor kopercarbonaat werd gevormd.

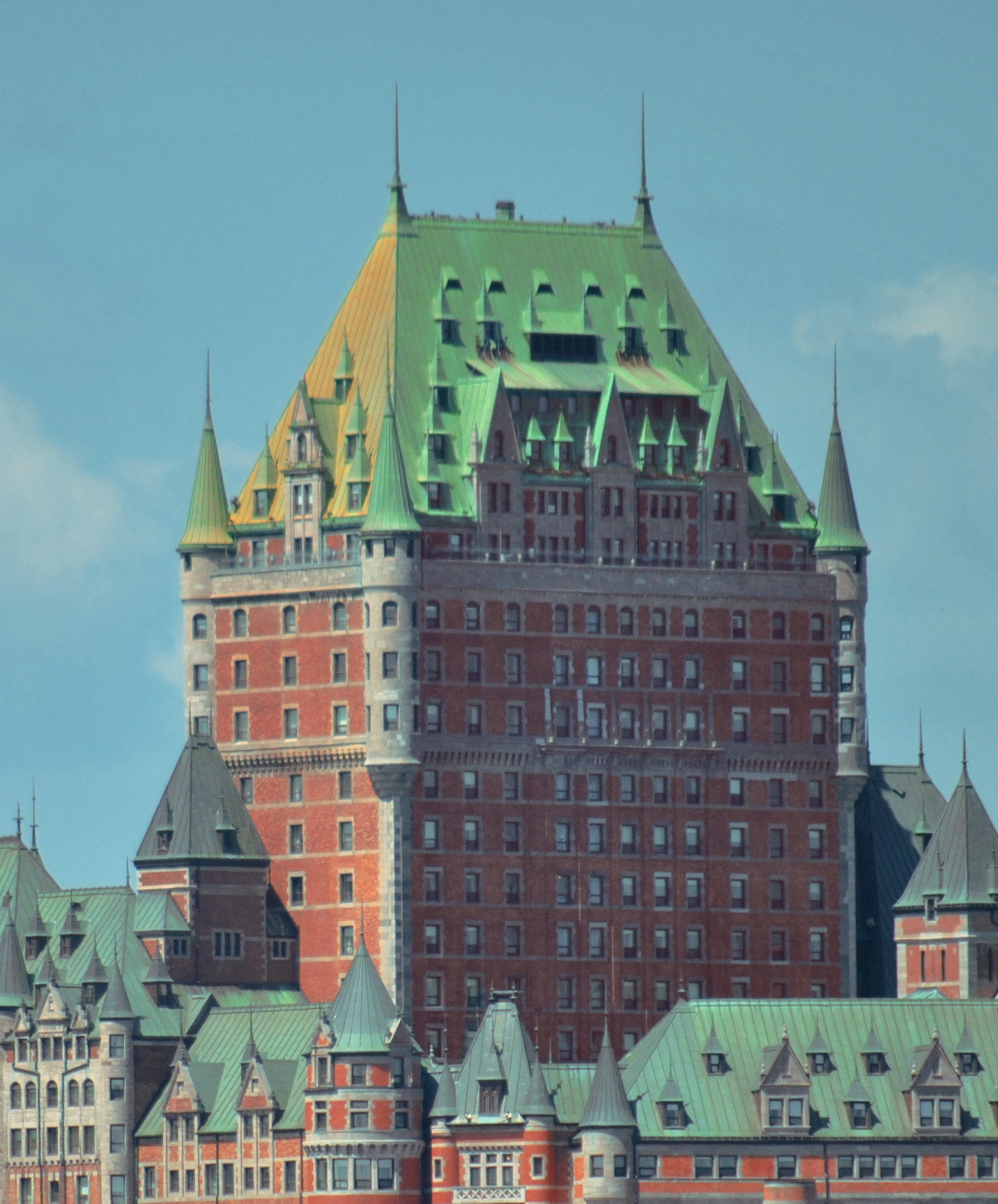
Château Frontenac met een kopergroen dak als gevolg van oxidatieprocessen.

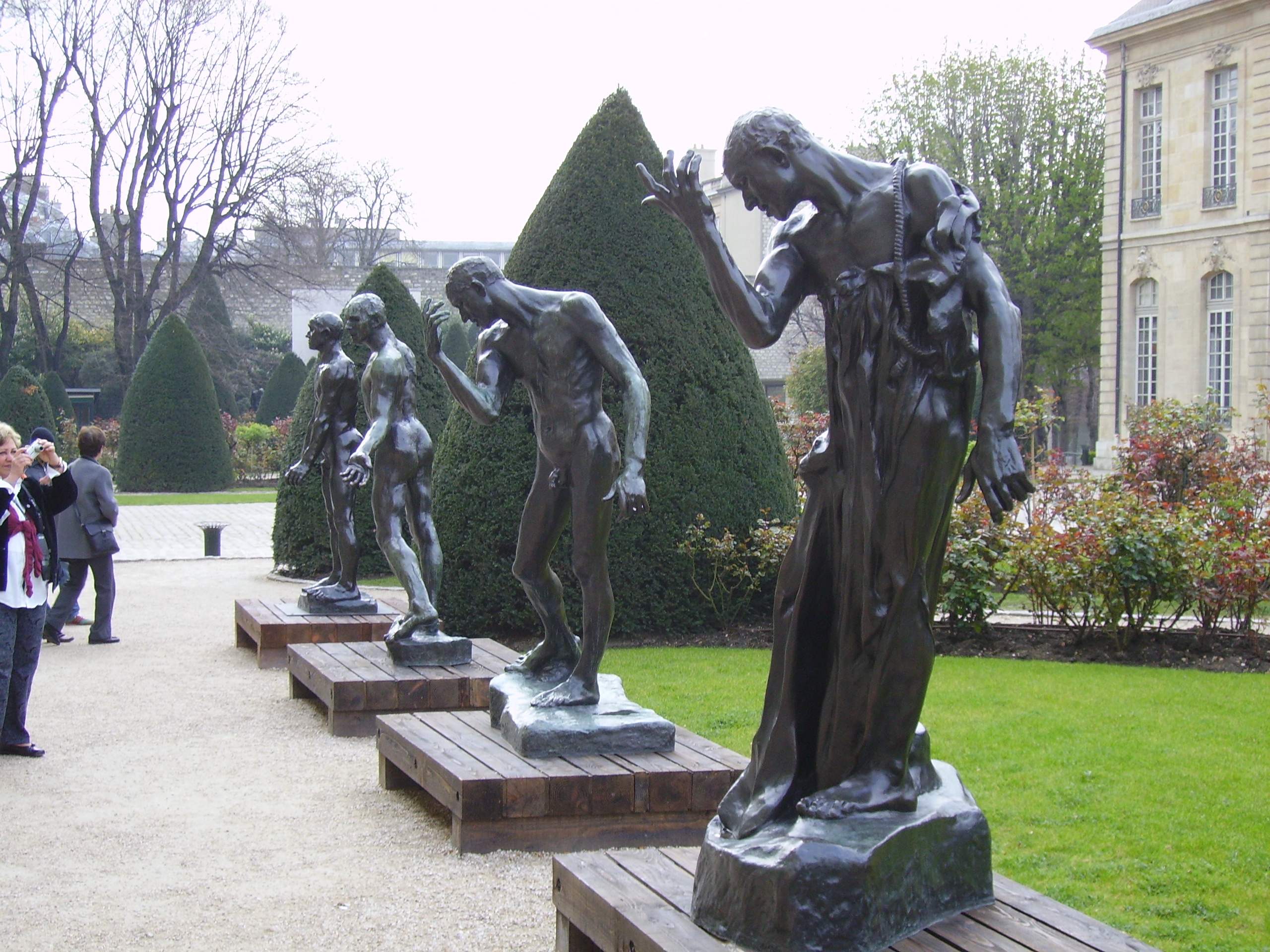
De Burgers van Calais van Auguste Rodin, een voorbeeld van een bijna zwarte patina op bronzen beelden.

Patina (Italiaans: patina “dunne laag”, “vernis”) is een door natuurlijke of kunstmatige veroudering ontstane oppervlaktestructuur en kleur.

## Metalen
Ook aangeduid als edelroest of koperroest is het een doffe corrosielaag die gevormd wordt op het oppervlak van voornamelijk koperen voorwerpen en koperhoudende legeringen (zoals brons) als gevolg van oxidatie van het metaal bij blootstelling aan de lucht en vocht. De kleur van deze laag kan variëren van groen tot donkerbruin. Het verschil in kleur heeft te maken met de veel agressievere werking van het zuur in regen dan de veel rustiger verlopende oxidatie van het koper met enkel de zuurstof uit de lucht. Het vormen van een patinalaag kan tientallen jaren duren. Natuurlijke koperpatina's bestaan uit basische koperverbindingen (carbonaat, sulfaat en chloride).
Bij blootstelling van lood aan de buitenlucht wordt aan het loodoppervlak langzaam en geleidelijk een sterk hechtende en vrijwel onoplosbare laag van lood(IV)oxide gevormd met een zilvergrijze kleur.

### Numismatiek
In de numismatiek wordt patina omschreven als de verwering van het metaal van munten. Patina wordt hierbij positief gewaardeerd (het is ook een echtheidskenmerk van antieke munten) en verwijdering ervan is derhalve ongewenst. Patina kan ook chemisch op munten worden aangebracht; dit gebeurt vaak bij valse antieke munten om ze echt te laten lijken en bij penningen, om de glans te verminderen en het reliëf beter uit te laten komen.

### Patineren van beelden
Patinalagen ontstaan vaak spontaan, maar kunnen ook kunstmatig aangebracht worden, door het patineren. Deze techniek wordt vooral veel toegepast bij bronzen beelden. Kunstenaars gebruiken patinalagen vanwege de mooie glanzende structuur. Patineren met chemicaliën kan zowel koud als warm gebeuren. Bij de 'warme' methode wordt gewerkt met verhitting, meestal met behulp van een flinke gasvlam. Koud patineren gebeurt bij omgevingstemperatuur. Het patineermiddel wordt met een kwast of doek aangebracht op het beeld, waarna het reageert met het brons. Verschillende stoffen zorgen voor verschillende kleuren. Zo wordt bijvoorbeeld zwavellever (kaliumpolysulfide) wel gebruikt voor o.a. zwart, ijzer(III)nitraat en kaliumpermanganaat voor bruin, en koper(II)nitraat voor groen, maar er zijn talloze kleuren, werkwijzen en toepassingen van de verschillende chemicaliën mogelijk.
Om glans aan te brengen en om het patina te beschermen wordt het beeld meestal afgedekt met een waslaag.
Het kunstwerk wordt ook wel bedekt met een verflaag of glazuur (bijvoorbeeld kleurpigment met was) en dan met verscheidene technieken verder bewerkt zoals krassen, poetsen en polijsten. Holtes worden vaak geaccentueerd met een donkere kleur terwijl de uitstekende delen geaccentueerd worden met een lichtere kleur. Het aanzicht wordt hierdoor levendiger. Voor deze vorm van kunstmatige patina's worden vaak stoffen als olieglazuur, acrylverf, was, spiritusglazuur gecombineerd met verscheidene kleurpigmenten.

### Patineren van bladlood
Bij aanvang van het oxidatieproces ontwikkelt zich aan het loodoppervlak eerst een onstabiele laag loodoxide. Dat is na een enkele regenbui al goed zichtbaar in de vorm van lichtgrijze vlekken en strepen. Dit is de instabiele fase waarin het beginpatina nog gedeeltelijk afspoelbaar is. Vrij snel ontwikkelt zich echter de permanente en goed aanhechtend beschermde oxidatie laag, het loodpatina.
Door het gebruik van patineerolie wordt de instabiele fase praktisch geheel voorkomen. Het heeft, buiten de vorming van de egale grijze loodkleur van het bladoppervlak, als grote voordeel dat strepen op de oppervlakte onder het bladlood, zoals dakpannen en leien, worden voorkomen. Eenvoudig patineerolie inwrijven met een zachte doek is voldoende en voorkomt de vorming van vlekken en strepen.

## Andere materialen
Patina is ook een algemene term om aan te duiden dat een bepaald object uitstraalt de tand des tijds te hebben doorstaan, zoals leer en steen. Natuursteen en metselwerk met baksteen krijgen door verwering een patinalaag, waardoor de tekening van de steen versterkt wordt en een 'doorleefd' uiterlijk krijgt. Het object is dan 'patineus' geworden. Met name bij diep geprofileerde of gebeeldhouwde natuursteen is dit effect goed zichtbaar, omdat vuil de profilering optisch versterkt en de steen verlevendigt. Verweringspatina op gesteenten wordt vaak gevormd door levensgemeenschappen van extremofiele organismen die lithobionten genoemd worden. Patina op baksteen wordt vaak door middel van gevelreiniging verwijderd, met name omdat de 'vervuiling' vaak ongewenst geacht wordt.
Overigens ontwikkelen veel natuursteensoorten na verloop van tijd ook een zogeheten 'gipskorst', waarin kalk en zouten uit de steen en vuil uit de omgeving opgesloten raken. Deze gipskorst ontstaat alleen op plaatsen waar deze niet door regenwater wordt weggespoeld. Hoewel deze zwarte gipskorst, die vrij hard kan worden, ook een duidelijke tekening aan de natuursteen verleent, kan deze niet als patina betiteld worden, omdat deze alleen plaatselijk in holten ontstaat.
Verder wordt patina gevonden op sleepringen en commutatoren van elektrische machines. Dit soort patina wordt gevormd door corrosie en door residu van het afslijten van koolborstels.